# Pierric
Pierric is een gemeente in het Franse departement Loire-Atlantique (regio Pays de la Loire). De plaats maakt deel uit van het arrondissement Châteaubriant. Pierric telde op 1 januari 2022 1.011 inwoners.

## Geografie
De oppervlakte van Pierric bedroeg op 1 januari 2022 27,3 vierkante kilometer; de bevolkingsdichtheid was toen 37 inwoners per km².

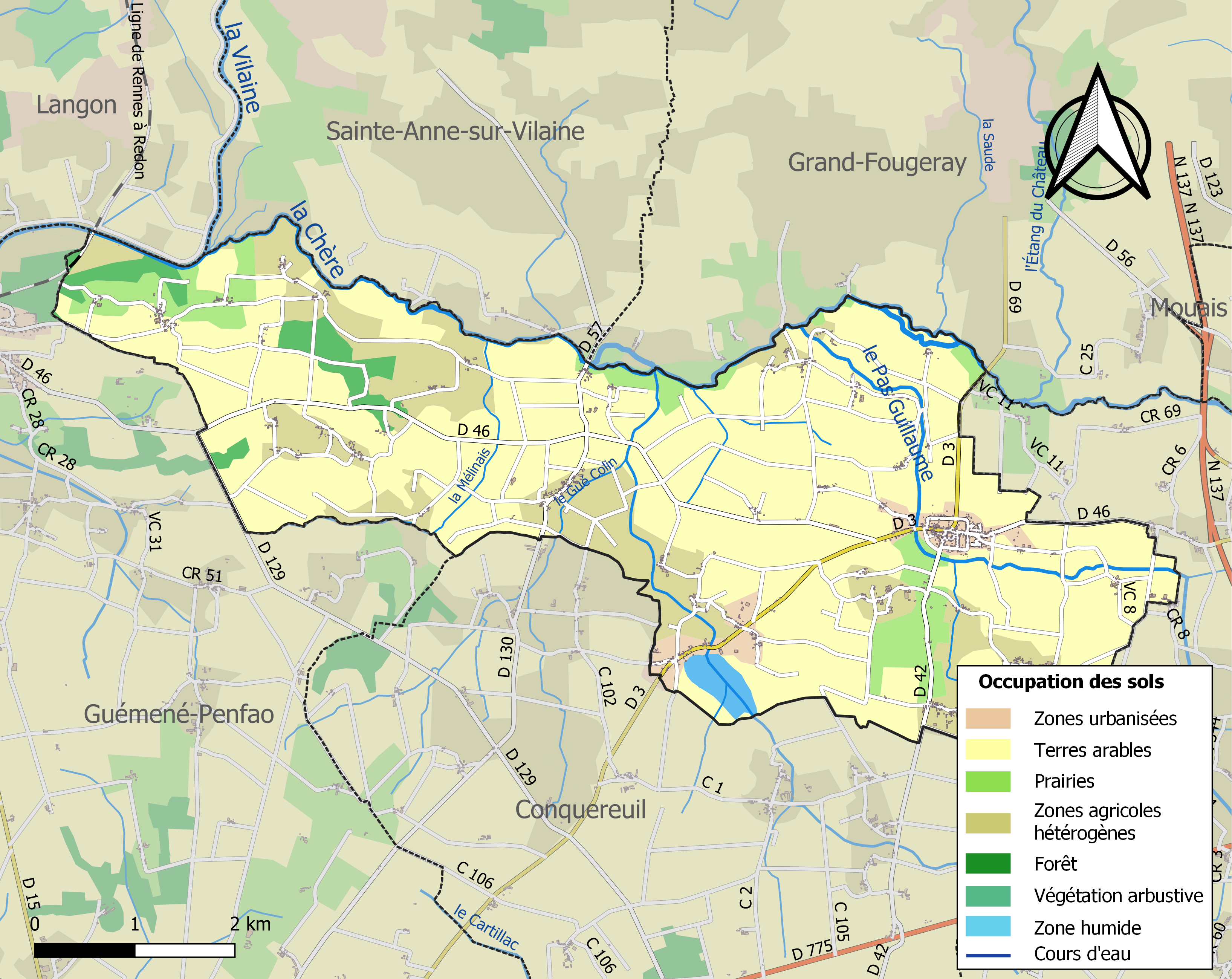
Kaart van de gemeente met de belangrijkste infrastructuur, bodemgebruik en omliggende gemeenten

## Demografie
Onderstaande figuur toont het verloop van het inwonertal (bron: INSEE-tellingen).